# Voujeaucourt
Voujeaucourt är en kommun i departementet Doubs i regionen Bourgogne-Franche-Comté i östra Frankrike. Kommunen ligger i kantonen Valentigney som tillhör arrondissementet Montbéliard. År 2022 hade Voujeaucourt 3 152 invånare.

## Befolkningsutveckling
Antalet invånare i kommunen Voujeaucourt
Referens:INSEE